# Prinz Ludwig (Schiff)
| Prinz Ludwig                   | Prinz Ludwig                                                                      | Prinz Ludwig                                                                      |
| ------------------------------ | --------------------------------------------------------------------------------- | --------------------------------------------------------------------------------- |
| Stapellauf:                    | 12. Mai 1906                                                                      | 12. Mai 1906                                                                      |
| Indienststellung:              | 9. August 1906                                                                    | 9. August 1906                                                                    |
| Bauwerft:                      | AG Vulcan Stettin                                                                 | AG Vulcan Stettin                                                                 |
| Baunummer:                     | 265                                                                               | 265                                                                               |
| Baukosten:                     | 4,880 Millionen Mark                                                              | 4,880 Millionen Mark                                                              |
| ähnlich:                       | Prinz Eitel Friedrich (1904)                                                      | Prinz Eitel Friedrich (1904)                                                      |
| Passagiere:                    | 113 I. Klasse, 128 II. Klasse, 58 III. Klasse, 395 Plätze im Zwischendeck möglich | 113 I. Klasse, 128 II. Klasse, 58 III. Klasse, 395 Plätze im Zwischendeck möglich |
| Besatzung:                     | 238 Mann                                                                          | 238 Mann                                                                          |
| Technische Daten               |                                                                                   |                                                                                   |
| Vermessung:                    | 9.630 BRT                                                                         | 9.630 BRT                                                                         |
| Tragfähigkeit:                 | 9.750 tdw                                                                         | 9.750 tdw                                                                         |
| Länge über alles:              | 155,20 m                                                                          | 155,20 m                                                                          |
| Breite:                        | 17,60 m                                                                           | 17,60 m                                                                           |
| Tiefgang:                      | 10,70 m                                                                           | 10,70 m                                                                           |
| Maschinenanlage:               | 2 Vierfach-Expansions-Dampfmaschinen                                              | 2 Vierfach-Expansions-Dampfmaschinen                                              |
| Anzahl der Schrauben:          | 2                                                                                 | 2                                                                                 |
| Leistung:                      | 7.000 PSi                                                                         | 7.000 PSi                                                                         |
| Höchstgeschwindigkeit:         | 15,5 kn                                                                           | 15,5 kn                                                                           |
| Verbleib                       |                                                                                   |                                                                                   |
| 1919 ausgeliefert 1925 Abbruch |                                                                                   |                                                                                   |

Der Reichspostdampfer Prinz Ludwig (1906) wurde beim Stettiner Vulcan für den gemischten Passagier- und Fracht-Dienst des Norddeutschen Lloyd (NDL), Bremen, auf der Reichspostdampferlinie nach Ostasien gebaut. Er ersetzte dort mit der sehr ähnlichen Prinz Eitel Friedrich Schiffe der Barbarossa-Klasse. Beide Schiffe ähnelten im Aufbau den Schiffen der Feldherren-Klasse, waren jedoch etwas längere Zweischornstein-Schiffe mit zwei Masten.

## Einsatz beim NDL
Die Prinz Ludwig startete am 16. August 1906 ihre Jungfernfahrt von Bremerhaven nach Japan. Von ihr ist kein Einsatz unter deutscher Flagge auf einer anderen Linie bekannt. Zusammen mit der sehr ähnlichen Prinz Eitel Friedrich und der Princess Alice der Barbarossa-Klasse wurde sie vor allem als Passagierschiff neben Schiffen der Feldherren-Klasse bis 1914 auf der Reichspostdampferlinie des NDL nach Ostasien eingesetzt.
Bei Kriegsausbruch befand sie sich in der Heimat. Obwohl sie sicher wie Prinz Eitel Friedrich für einen Einsatz als Hilfskreuzer vorbereitet war, sind keine konkreten Planungen für einen derartigen Einsatz bekannt. Sie blieb für die Dauer des Krieges Auflieger in Bremerhaven.
Am 27. März 1919 wurde sie an Großbritannien ausgeliefert. Sie wurde für den Heimtransport australischer Truppen aus Europa und dem Nahen Osten eingesetzt.
1921 kam sie nach Überholung für die Orient Steam Navigation Company (Orient Line) als Orcades für 599 Passagiere auf der Strecke von Großbritannien nach Australien in Dienst. Am 20. September 1924 wurde sie außer Dienst gestellt.
1925 erfolgte ihr Abbruch in Bremerhaven.